# Espiral de três centros

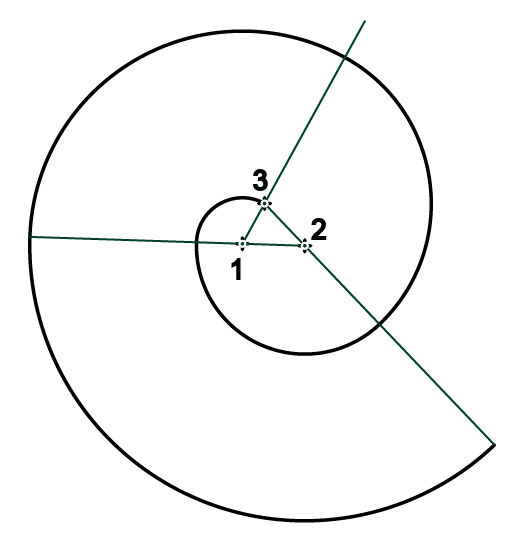
Falsa espiral de três centros levogira

A Espiral de três centros é uma curva aberta e infinita, considerada uma falsa espiral, pois seu traçado é feito com o compasso, que varia o ponto de apoio entre três centros distintos. A abertura do compasso sempre parte do ponto final do traçado imediatamente anterior. Os pontos centrais determinam um triângulo e o ponto inicial da curva não precisa partir de um dos centros.